# Биз (Верхние Пиренеи)
Биз (фр. Bize, окс. Bisa) — коммуна во Франции, находится в регионе Юг — Пиренеи. Департамент — Верхние Пиренеи. Входит в состав кантона Сен-Лоран-де-Нест. Округ коммуны — Баньер-де-Бигор.
Код INSEE коммуны — 65093.

## География
Коммуна расположена приблизительно в 670 км к югу от Парижа, в 105 км юго-западнее Тулузы, в 39 км к юго-востоку от Тарба.
На востоке коммуны протекает река Нистос.

## Климат
Климат умеренно-океанический с солнечной тёплой погодой и обильными осадками на протяжении практически всего года.

## Население
Население коммуны на 2010 год составляло 217 человек.
| 1962 | 1968 | 1975 | 1982 | 1990 | 1999 | 2010 |
| ---- | ---- | ---- | ---- | ---- | ---- | ---- |
| 297  | 285  | 256  | 223  | 210  | 206  | 217  |

## Администрация
| Период | Период | Фамилия | Партия | Примечания |
| ------ | ------ | ------- | ------ | ---------- |
| 2001   | 2020   | Жан Ног |        |            |

## Экономика
В 2010 году среди 121 человека трудоспособного возраста (15—64 лет) 82 были экономически активными, 39 — неактивными (показатель активности — 67,8 %, в 1999 году было 61,2 %). Из 82 активных жителей работали 76 человек (43 мужчины и 33 женщины), безработных было 6 (2 мужчины и 4 женщины). Среди 39 неактивных 9 человек были учениками или студентами, 19 — пенсионерами, 11 были неактивными по другим причинам.

## Достопримечательности
- Дольмен (эпоха неолита). Исторический памятник с 1900 года[4]